# Aranayaka Division
Aranayaka Division är en division i Sri Lanka.   Den ligger i distriktet Kegalle District och provinsen Sabaragamuwa, i den centrala delen av landet, 70 km öster om huvudstaden Colombo. Antalet invånare är 68 147.